# Port lotniczy Mount Pleasant
Port lotniczy Mount Pleasant – port lotniczy zlokalizowany na wyspie Falkland Wschodni, należącej do Falklandów, brytyjskiej posiadłości w Ameryce Południowej. Używany do celów wojskowych i cywilnych.

## Linie lotnicze i połączenia
| Linia lotnicza     | Kierunek                        |
| ------------------ | ------------------------------- |
| AirTanker Services | Czartery: 1. Brize Norton       |
| LATAM Chile        | 1. Punta Arenas 2. Río Gallegos |